# Sænketunnel
En sænketunnel er en type af undervandstunnel bygget af segmenter konstrueret på land og siden sejlet hen, sænket på plads og sat sammen. Sænketunneler bliver tit brugt til vej-og jernbaneforbindelser på tværs af floder, æstuarier, hav-kanaler, og havne. Sænketunneler bliver ofte brugt sammen med andre slags tunneler i yderpunkterne, så som cut and cover eller borede tunneler, hvilket ofte er nødvendigt for at fortsætte tunnelen fra vandkanten til tunnelindgangen på landoverfladen.
| Bygning eller seværdighed | Spire Denne artikel om en bygning, et bygningsværk eller en seværdighed er en spire som bør udbygges. Du er velkommen til at hjælpe Wikipedia ved at udvide den. |